# 毕生礁
毕生礁，越南称“藩荣岛”，西方文献标注为 Pearson Reef，是一座位于南海的环礁，为南沙群岛的一部分，在石盘仔南13.5海里。
毕生礁长约9公里，宽约2公里，礁门位于南侧。中国渔民俗称其为石盘，1935年公布名称为披尔逊岛，1947年公布名称为毕生岛，1983年公布毕生礁为标准名称。
毕生礁属于中国三沙市，在1978年被越南占领，现已在岛上建造了灯塔和营盘。